# Зроблено в Італії (фільм, 1965)
«Зроблено в Італії» (італ. Made in Italy) — італійський комедійний кіноальманах 1965 року режисера Нанні Лоя, який залучив значну кількість відомих акторів. Сцени кінострічки фільмувалися у характерних для Італії місцях: Римі, Амальфі, Равелло, Матері, Неаполі, Венеції, Турині, Флоренції, Сицилії та деяких районах сільської Італії.
Фільм мав успіх у глядачів, він розмістився на сімдесят четвертому місці у сезоні серпень 1965 — липень 1966 років. Перші покази у шістнадцяти містах області зібрали 170 008 000 лір.

## Сюжет
Кіноальманах складається з тридцяти епізодів, розділених на п'ять розділів: «Використання та звичаї», «Робота», «Жінка», «Громадяни, держава і церква», «Сім'я» та кінцеву сцену «Емігранти», де показана типова поведінка чотирьох італійських робітників у літаку, що прямує до Стокгольму, та які приносять радісний настрій до спокійного бару на околиці шведської столиці.

## Ролі виконують
Епізод «Використання та звичаї»
- Ренцо Мариньяно[it]
- Клаудіо Гора[it]
- Марина Берті
- Ліонелло Піо Ді Савоя
- Ландо Будзанка — Джуліо
- Джоланда Модіо
- Альдо Гіфре — Вінчендзіно
- Вальтер Кірі — Енріко
- Леа Массарі — Моніка

Епізод «Робота»
- Джино Муччі — Луїджіно
- Мілена Вукотич — дружина Луїджіно
- Альдо Фабріці — батько Клаудіо
- Ніно Кастельнуово — Клаудіо Піра
- Маріо Пізу — адвокат
- Естер Карлоні
- Адріана Віанелло — Фіорела
- Розалія Маджіо
- Мікеле Абруццо
- П'єтро Карлоні — суддя
- Енцо Ліберті
- Аніта Тодеско

Епізод «Жінка»
- Вірна Лізі — Вірджинія
- Джуліо Босетті — Ренато
- Катрін Спаак —  Кароліна
- Фабриціо Мороні —  Джанремо
- Маріо Меніконі
- Сільва Кошина — Діана
- Жан Сорель — Орландо

Епізод «Громадяни, держава і церква»
- Ніно Манфреді — Атіліо Ламборекія
- Карло Пізакане
- Джіджі Редер
- Карло Таранто
- Уго Фангареджі
- Енцо Петіто
- Адель Спадаро
- Сандро Пенсері

Епізод «Сім'я»
- Пеппіно де Філіппо — Мімі
- Текла Скарано —  мати Мімі
- Гвідо Леонтіні — «плідний» селянин
- Андреа Чеччі — чоловік Аделіни
- Альберто Сорді — Сільвіо
- Анна Маньяні — Аделина
- Розелла Фальк
- Клаудія Лянге — коханка Сильвіо

Епізод «Емігранти»
- Джамп'єро Альбертіні
- Альдо Буфі Ланді
- Адельмо Ді Фрая
- Антоніо Мацца
- Ренато Терра
- Солві Стюбінг — господиня
- Ларс Блок — стюарт
- Аніта Дюранте